# Vápenatí
Vápenatí (Calcarea nebo též Calcispongea; česky někdy houbatky) jsou mořští živočichové jedné ze tříd kmene houbovci (Porifera). Jejich fosilie jsou známy už z kambria. Počet recentních druhů je odhadován na 400 až 500.
Kostra vápenatých hub je tvořena jehlicemi z uhličitanu vápenatého. Tyto houby žijí pouze v mořích, převážně v menších hloubkách. Jejich larvy bývají amphiblastula či coeloblastula, v dospělosti se vyskytují všechny tři tělní typy.
Nejznámějšími zástupci jsou např. houbatka voštinatá (Sycon raphanus) nebo chorošovka korálová (Cymbastela coralliophila).